# Live in Sydney
Live in Sydney ist eine DVD der australischen Sängerin Kylie Minogue von ihrem Konzert On a Night Like This Tour. Sie wurde am 11. Mai 2001 in Sydney gefilmt. Die DVD enthält exklusive Blicke hinter die Kulissen des Konzerts, darunter einen Blick in die Umkleidekabinen der Tänzer.

## Titelliste
1. Loveboat
2. Koocachoo
3. Hand on Your Heart
4. Put Yourself in My Place
5. On a Night Like This
6. Step Back in Time/Never Too Late/Wouldn't Change a Thing/Turn It into Love/Celebration
7. Can’t Get You Out of My Head
8. Your Disco Needs You
9. I Should Be So Lucky
10. Better the Devil You Know
11. So Now Goodbye
12. Physical
13. Butterfly
14. Confide in Me
15. Kids
16. Shocked
17. Light Years
18. What Do I Have to Do?
19. Spinning Around